# Ajuntament de Santa Bàrbara
L'Ajuntament de Santa Bàrbara és un edifici del municipi de Santa Bàrbara (Montsià) inclòs en l'Inventari del Patrimoni Arquitectònic de Catalunya.

## Descripció
Edifici cantoner que ocupa quasi tota l'illa i és unit estilísticament i històrica, a l'edifici contigu, de Correus i Telègrafs. Els semi soterranis són ocupats pel mercat i peixateria municipal. De planta baixa i un pis, més el semisoterrani. L'interior, ocupat per les dependències municipals ha estat remodelat i la façana s'ha pintat.
La façana principal presenta un encoixinat que ocupa tots els massissos entre la porta, les dues finestres de la planta baixa i les tres balconades del pis, obertes a un balcó corregut amb barana metàl·lica.
Corona la façana un fris amb inscripció, cornisa i barana coberta amb balustrades, substituïdes a la part central per l'escut de la vila rematat amb motius ornamentals. Totes les finestres de la façana lateral tenen baranes balustrades.

## Història
L'actual edifici de l'ajuntament és degut a l'entusiasta iniciativa del batlle Cid i Cid, al qual està dedicada la plaça major del poble. Aquest batlle fou un aglutinador dels esforços del poble en el moment de major desenvolupament. Inaugurà l'edifici en 4 de desembre de 1909 i el contigu, de Correus, el 1913.